# Antonio Martínez López
Antonio "Toni" Martínez López (nascut el 30 de juny de 1997) és un futbolista professional murcià que juga com a davanter al Deportivo Alavés. Ha representat Espanya a nivell internacional en categories juvenils fins a la sub-19.
Martínez va començar la seva carrera sènior al València Mestalla, abans d'unir-se al West Ham United FC el 2016. Va ser cedit a diversos clubs anglesos i espanyols, després va fitxar pel FC Famalicão el 2019. L'any següent es va incorporar al Porto.